# آرزست
آرزست (انگلیسی: Arzest) شرکت بازی ویدئویی ژاپنی است، که در سال ۲۰۱۰ توسط نائوتو اوشیما تأسیس شد.